# 田禄伯
田禄伯（?—?），西汉人，吴王刘濞的属下。
汉景帝三年（前154年），吴王刘濞联合楚、赵等七国作乱，举兵西进，田禄伯被任为大将军。田禄伯认为兵屯聚而西，无它奇道，难以成功。建议亲率五万人，配合主力军，沿着江淮而上，攻取淮南国、长沙国，直入武关，分进合击，和吴王兵会关中，以出奇制胜。吴太子刘驹认为授权臣下，分兵而去，前景不测。刘濞于是不许，田禄伯後事不详。